# 溴酸铕
溴酸铕是一种无机化合物，化学式为Eu(BrO3)3。它可由硫酸铕和溴酸钡的复分解反应制得，生成的硫酸钡可通过过滤除去。它的九水合物以六方晶系P63mc空间群结晶，具有光致发光性质。